# マリエスタード市
マリエスタード市 (Mariestads kommun）は、スウェーデン西部のヴェストラ・イェータランド県にあるコミューンである。
現在のコミューンは、1971年にマリエスタード市が周辺の4つの地方自治体と合併して誕生した。

## 地理
マリエスタード市はヴェーネルン湖に面し、夏には多くの観光客が訪れる。スウェーデン最大の淡水の多島水域が区域内にある。トルソーとブロモーの2島がその中で最大である。市の北部にあるシェートルプ（Sjötorp）では、イェータ運河がヴェネルン湖と接続している。

## 産業
地域の雇用に貢献しているのは家電メーカーのエレクトロラックスとMetsä Tissue ABの下部組織であるKatrinefors brukである。IT業界においては、テリアとWM-data Infra Solutions ABが最大の雇用主となっている。南部にはボートメーカーのNimbus Produktion ABがある。

## 国際関係

### 姉妹都市
- パクルオイス,（リトアニア）